# 그리고리 추흐라이
그리고리 나우모비치 추흐라이(러시아어: Григо́рий Нау́мович Чухра́й, 우크라이나어: Григо́рій Нау́мович Чухра́й 흐리호리 나우모비치 추흐라이[*], 영어: Grigory Naumovich Chukhray, 1921년 5월 23일~2001년 10월 28일)는 러시아의 영화 감독이다. 우크라이나계 러시아인으로 아들 파벨 추흐라이도 영화 감독이다.

## 작품 목록
- 《더 포티 퍼스트》 (1956)
- 《병사의 발라드》 (1959)
- 《맑은 하늘》 (1961)
- 《인생은 아름다워》 (1979)